# Voorweg (sneltramhalte)
Voorweg is een sneltramhalte van RandstadRail en een voormalig NS-spoorwegstation in Zoetermeer aan de Zoetermeer Stadslijn. Het station werd geopend op 22 mei 1977.

## Geschiedenis
De halte werd jarenlang bediend door de volgende treinseries:
- 13300: Den Haag Centraal - Centrum West - Driemanspolder - Leidsewallen - Centrum West - Den Haag Centraal
- 13400: Den Haag Centraal - Centrum West - Driemanspolder - Leidsewallen - Centrum West - Den Haag Centraal (spits)
- 13700: Den Haag Centraal - Centrum West - Leidsewallen - Driemanspolder - Centrum West - Den Haag Centraal
- 13800: Den Haag Centraal - Centrum West - Leidsewallen - Driemanspolder - Centrum West - Den Haag Centraal (spits)

### RandstadRail
Met ingang van 3 juni 2006 werd het station tijdelijk gesloten om verbouwd te worden tot sneltramhalte in het kader van het lightrailproject RandstadRail. De perrons werden ingekort en verlaagd zodat er een gelijkvloerse instap kon worden geboden met de nieuwe sneltrams. Ook kreeg het station liften en werden de trappen vernieuwd. 
Het station zou volgens de oorspronkelijke plannen op 3 september 2006 heropend worden als halte van de nieuwe lijnen van RandstadRail, de indienststelling van deze lijnen liep echter vertraging op.
Per 29 oktober 2006 is RandstadRail 4 over het gehele traject gaan rijden en is halte Voorweg weer in gebruik. Per 27 oktober 2007 ging RandstadRail 3 de halte ook bedienen en per 23 juli 2020 ook RandstadRail 34. De vernieuwde halte is ontworpen door Holland Railconsult.
Hoewel de halte zich vlak bij de kruising in de Stadslijn bevindt, had het oorspronkelijk alleen een halte aan de laaggelegen sporen (tussen Leidschendam-Voorburg en Centrum-West). Met de komst van RandstadRail kwam hier verandering in; naast de bestaande halte (hiervoor hernoemd in Voorweg Laag) kwam er ook een halte Voorweg Hoog, aan de lus. Voor de stations langs de krakeling betekende dit een extra overstapmogelijkheid, waardoor de reistijd van en naar Den Haag kon worden bekort. Door deze kruising kruist RandstadRail 3 zichzelf bij dit station.

## Foto's

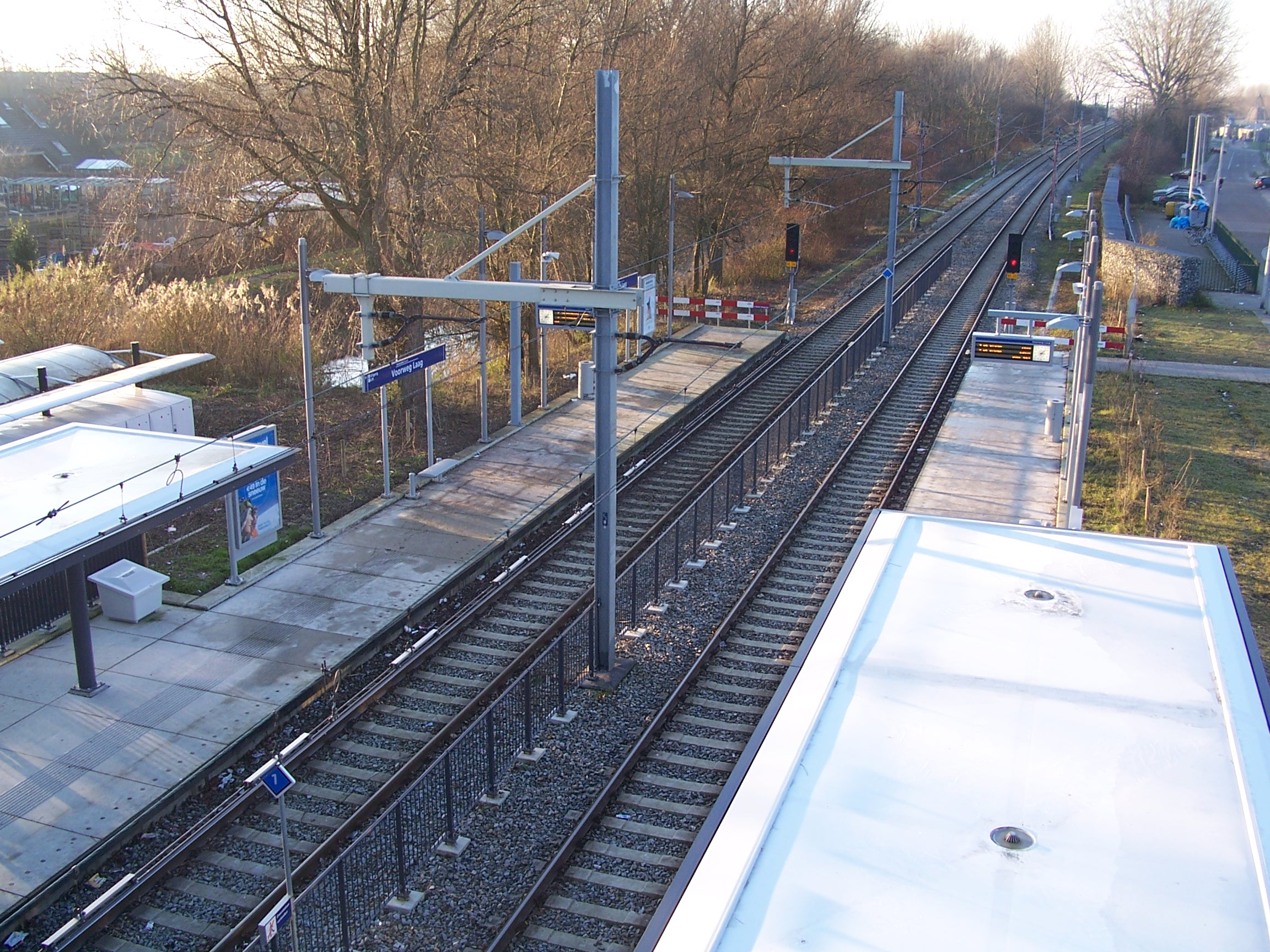
Station Voorweg Laag. Foto genomen vanaf Voorweg Hoog.
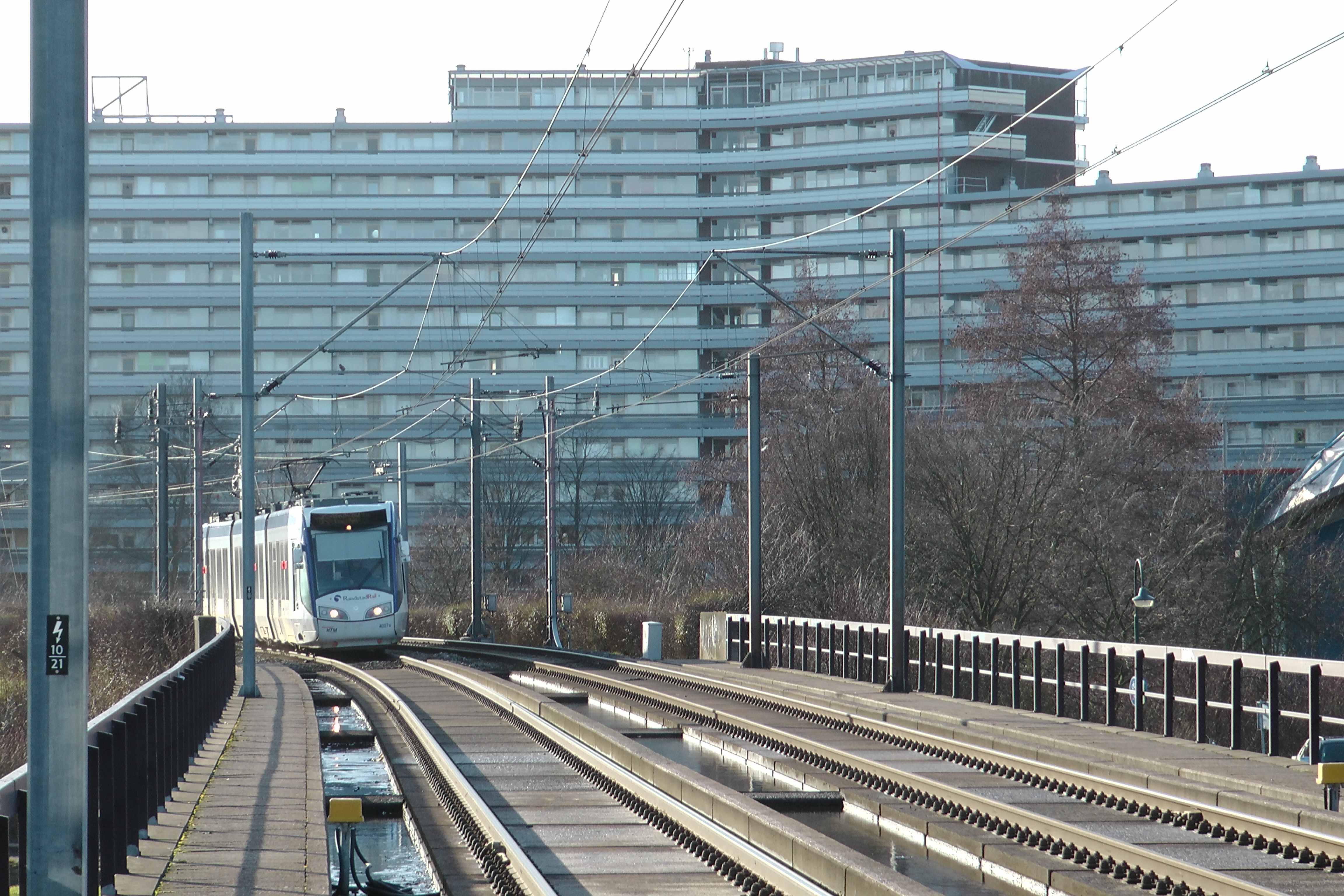
RandstadRail nadert Voorweg Hoog.

Arnold Spoelplein ·
Pisuissestraat ·
Mozartlaan ·
Heliotrooplaan ·
Muurbloemweg ·
Hoefbladlaan ·
De Savornin Lohmanplein ·
Appelstraat ·
Zonnebloemstraat ·
Azaleaplein ·
Goudenregenstraat ·
Fahrenheitstraat ·
Valkenbosplein ·
Conradkade ·
Van Speijkstraat ·
Elandstraat ·
HMC Westeinde ·
Brouwersgracht ·
Grote Markt ·
Spui ·
Centraal Station (NS) ·
Beatrixkwartier ·
Laan van NOI (NS) ·
Voorburg 't Loo ·
Leidschendam-Voorburg ·
Forepark ·
Leidschenveen ·
Voorweg Laag ·
Centrum-West ·
Stadhuis ·
Palenstein ·
Seghwaert ·
Leidsewallen ·
De Leyens ·
Buytenwegh ·
Voorweg Hoog ·
Meerzicht ·
Driemanspolder (NS) ·
Delftsewallen ·
Dorp ·
Centrum-West
De Uithof · 
Beresteinlaan ·
Bouwlustlaan ·
De Rade ·
Dedemsvaartweg ·
Zuidwoldepad ·
Leyenburg ·
Monnickendamplein ·
Tienhovenselaan ·
Dierenselaan ·
De la Reyweg ·
Monstersestraat ·
HMC Westeinde ·
Brouwersgracht ·
Grote Markt ·
Spui ·
Centraal Station (NS) ·
Beatrixkwartier ·
Laan van NOI (NS) ·
Voorburg 't Loo ·
Leidschendam-Voorburg ·
Forepark ·
Leidschenveen ·
Voorweg Laag ·
Centrum-West ·
Stadhuis ·
Palenstein ·
Seghwaert ·
Willem Dreeslaan ·
Oosterheem ·
Javalaan ·
Van Tuyllpark ·
Lansingerland-Zoetermeer (NS)